# Papercuts (canción de Machine Gun Kelly)
«Papercuts» es una canción del músico estadounidense Machine Gun Kelly. Fue lanzado como el primer sencillo de su sexto álbum de estudio Born with Horns, (posteriormente renombrado Mainstream Sellout) el 11 de agosto de 2021. La canción cuenta con la batería y la producción del colaborador Travis Barker.

## Antecedentes
«Papercuts» es el primer sencillo del sexto álbum de estudio de Machine Gun Kelly, Born with Horns (renombrado Mainstream Sellout). Al igual que el álbum anterior de Kelly, Tickets to My Downfall, la canción presenta a Travis Barker en la batería y como productor musical. La canción se lanzó por primera vez el 11 de agosto de 2021, aunque Kelly había lanzado un pequeño adelanto de la canción la semana anterior a la revelación de la canción y el álbum.
Un video musical, dirigido por Cole Bennett, fue lanzado al mismo tiempo que la pista completa. El video fue el primero que Bennett ha dirigido para un video de música rock, y fue la culminación de que él y Kelly planearan trabajar juntos en el transcurso de un período de tres años. Tanto Kelly como Bennett estaban muy contentos con el proceso y el producto final, a pesar de que el tiroteo había sido inicialmente cerrado por la policía debido a las extrañas imágenes que captaron la atención de la policía, quien a su vez lo cerró debido a las infracciones de tránsito involucradas, incluida la conducción de una motocicleta sin casco y la conducción de automóviles sin cinturones de seguridad. El video contiene tomas alternas de Kelly y Barker interpretando la canción, e imágenes surrealistas como Kelly caminando con una gorra calva y un atuendo revelador, mientras le arrojan huevos teñidos de negro y toca una guitarra de gran tamaño.

## Temas y composición
Varias publicaciones señalaron que «Papercuts» parecía moverse aún más hacia el sonido del rock que el material de su álbum de pop punk de 2020, Tickets to My Downfall. Loudwire notó que la canción tenía un sonido más grunge, mezclado con el material que Green Day y Weezer lanzaron en la década de 1990. Vulture lo describió como "rock puro" con "riffs de guitarra inspirados en los 90". Guitar World comparó el sonido de la pista con emo. La canción se abre con una introducción de guitarra acústica, antes de intensificarse en acordes de potencia distorsionados en el coro. La pista también termina con un outro de guitarra de barra vibrante. Líricamente, las publicaciones lo interpretaron como acerca de Kelly explorando sus luchas personales con la fama y malos hábitos como el uso de drogas.

## Recepción
El sitio web de música Stereogum elogió la pista por ser "bastante buena", y concluyó que, aunque sorprendidos por el movimiento de Kelly hacia el rock alternativo, en última instancia, "una buena canción es una buena canción".

## Personal
- Machine Gun Kelly – voz, guitarras
- Travis Barker – batería, producción

## Posicionamiento en listas
| Listas (2021)                      | Mejor posición |
| ---------------------------------- | -------------- |
| Australia (ARIA)                   | 73             |
| Canadá (Canadian Hot 100)          | 57             |
| Global 200 (Billboard)             | 99             |
| Irlanda (IRMA)                     | 90             |
| Nueva Zelanda (RMNZ)               | 18             |
| Reino Unido (UK Singles Chart)     | 74             |
| Reino Unido (UK R&B Chart)         | 34             |
| Estados Unidos (Billboard Hot 100) | 79             |